# Fervo Energie
Fervo Energy ist ein Energieunternehmen, das sich auf die Wärmegewinnung durch eine Erweiterung bisheriger Erdwärmenutzung (EGS) konzentriert. Es wurde 2017 von Tim Latimer mitbegründet. Er arbeitete als Maschinenbauingenieur bis 2015 bei BHP. Sein Weggang aus dem Öl- und Gassektor wurde von dem Wunsch angetrieben, die als Bohringenieur bei der Ölschieferförderung erlernten Techniken auf die Erdwärmenutzung anzuwenden.
Am 18. Juli 2023 gab Fervo Energy bekannt, dass ihre erste geothermische Pilotanlage erfolgreich 3,5 MW (Megawatt) Grundlastleistung erzeugt bei einer konstanten Durchflussrate von 60 Litern je Sekunde.

## Finanzierung
Fervo Energy wurde mit über 400 Mio. USD an Eigenkapital und etwa 17 Mio. USD an Zuschüssen unterstützt. Im dritten Quartal 2022 erhielt Fervo Energy eine Serie-C-Finanzierung von 22 Millionen US-Dollar von einer Vielzahl von Risikokapitalgebern. Seit 2021 kooperiert Alphabet, die Muttergesellschaft von Google, mit Fervo Energy in der Hoffnung, dass Fervo die Kühlzentren von Alphabet in der Cloud-Region von Las Vegas mit Ökostrom versorgt, der als regionaler Anbieter eine ausreichende Grundlastleistung liefert.

## Firmenentwicklung
Schiefer-Fracking-Methoden wurden 2013 von Mark Mclure, der technischer Berater bei Fervo energy wurde, zur Erdwärmeförderung vorgeschlagen.
Mclure und Co-Autor Sogo Shiowaza nahmen an, dass die Kombination von Horizontalbohrungen und Fracking das Risiko von EGS-Systemen verringere. Solange der Erde genug Wärme entweicht, liefern EGS-Systeme ausreichend elektrischer Energie.
EGS steht im ökonomischen Wettbewerb mit anderen kohlenstoffneutralen Verstromungsverfahren.
In Bohrlöcher kann es zu Wärmebrücken, also thermischen Kurzschlüssen kommen. Flache induzierte Risse leiten Wärme besser weiter als tiefe Risse. Dies ist oft auf eine geringere Normalspannung in geringerer Tiefe und eine höhere Viskosität zurückzuführen, während tiefere Brüche gegenteilig wirken. Brüche im Umfeld der Förderbohrung können Wasser mit verschiedener Temperatur mischen, was die Wärmeförderung zunichtemachen kann.
Ein weiteres Problem ist die zonale Isolierung. Die Modellierung induzierter Gesteinsbrüche ist einfach, doch ist die Modellierung tieferer Bohrungen oft ungenau. Es können Brüche entstehen, die nicht die Förderbohrung erreichen.
Horizontalbohrungen sollen Wärmebrücken und eine zonale Isolierung verhindern, da sich das Wärme-Reservoir in konstanter Tiefe befindet. Durch die horizontale Bohrung für die Injektion und die Förderung befinden sich alle induzierten Risse im gleichen normalen Spannungsfeld und in der gleichen Temperaturzone. Sie haben an sich die gleiche Viskosität, was das Potenzial für Kurzschlüsse minimiert. Um optimale Risse zu erzeugen, übernahm Fervo aus der unkonventionellen Öllschiefer-Förderung die Plug-and-Perforation-Methode. Das Pfropfen- und Perforationssystem isoliert Stufen, um Risiken unerwünschter Wechselwirkungen zu verringern, wenn die ersten Brüche im Gestein entstehen.

## Pilotprojekte

### Demonstrationsbohrungen in Nevada
Am 18. Juli 2023 gab Fervo Energy die Fertigstellung einer ersten EGS-Anlage in Nevada bekannt. Im Projekt Red förderte man erstmals Erdwärme zur Verstromung mit Horizontalbohrungen. Das Hauptziel war dabei, die Machbarkeit von Horizontalbohrungen zur Erdwärmeförderung zu beweisen. Die beiden Bohrungen erreichten eine tatsächliche vertikale Tiefe von 8000 Fuß, mit horizontalen Abschnitten von 3250 Fuß. Bei dem Projekt wurden Bohrgeschwindigkeiten von 75 Fuß pro Stunde in einem geologischen Umfeld aus harten metasedimentären und magmatischen Formationen erreicht. Damit lag Fervo im obersten Viertel der Bohrraten für Hartgestein. Der geothermische Gradient lag bei 75 °C/km und der Durchfluss bei 60 l/s. Mit der Grundlast von 3,5 MW elektrischer Leistung kann man 2000 Haushalte versorgen.
Das National Renewable Energy Laboratory (NREL) prognostizierte im Jahre 2022, dass bis 2035 mittels EGS-Technologie Durchflussraten von 60 l/s erreichbar seien. Fervo erreichte diese Durchflussraten im Jahr 2023 nur mit deutlich höheren Stromgestehungskosten. Derzeit bemüht sich Fervo um die Ausweitung der Produktion und die Kostensenkung.
Der Standort wird zum Corsac Station Enhanced Geothermal Project mit einer Leistung von 115 MW, das an NV Energy und damit an Google verkauft wird.

### Cape Station Projekt
Am 25. September 2023 feierte Fervo den ersten Spatenstich für das Geothermieprojekt Cape Station im Südwesten Utahs. Beaver County hat an sich geothermische Gradienten von 50 bis 500 °C/km. Die Bohrungen ergaben jedoch einen geothermischen Gradienten von 70 bis 100 °C/km. Fervo schätzt, dass die Anlage bis 2028 bis zu 400 MW elektrische Leistung liefern kann. Zur Steigerung der Stromproduktion und zur Skalierung des bisherigen Konzepts schlug Fervo mehrere horizontale Bohrungen übereinander vor, wobei jede Ebene über eine eigene Injektions- und Produktionsbohrung verfügt, um Wärmebrücken zu vermeiden. Erwogen wird, die Länge der seitlichen Bohrlöcher auf über 10.000 Fuß zu erhöhen und den Durchmesser der Verrohrung auf 13 3/8" zu vergrößern, um die Reibung im Bohrloch zu verringern.
Im Erfolgsfall wäre dieses Projekt die größte EGS-Anlage der Welt (gemessen an der Energieproduktion). Man würde das Cooper Basin Projekt in Australien um das Achtfache übertreffen. Fervo wirbt damit, dass man in der Bauphase über 6000 Arbeitsplätze schaffe und 437 Millionen Dollar an Löhnen einbringe. Es soll ab 2026 Strom liefern.
Im Juni 2024 gab Fervo bekannt, dass man mit diesem Projekt 320 MW an Southern California Edison verkaufe.